# Santana do Araçuaí
Santana do Araçuaí é um distrito do município brasileiro de Ponto dos Volantes, no interior do estado de Minas Gerais. Segundo o censo demográfico de 2022, realizado pelo Instituto Brasileiro de Geografia e Estatística (IBGE), sua população era de 5 316 habitantes e havia 1 812 domicílios particulares permanentes ocupados. Possui área de 720,17 km² conforme a Fundação João Pinheiro (FJP).
De acordo com o IBGE, em 2010 a população era de 6 051 habitantes e havia 2 038 domicílios particulares.
Foi criado pelo decreto-lei estadual nº 148 de 17 de dezembro de 1938, sendo posteriormente incorporado a Itinga. Pela lei estadual nº 12.030 de 21 de dezembro de 1995 passou a pertencer a Ponto dos Volantes, com a emancipação deste município.